# Форстерит
Форстери́т — распространённый минерал, ортосиликат магния (Mg2SiO4) из группы оливина (класс силикаты). Образует с фаялитом изоморфный ряд, который носит название оливина. Форстерит описан Армандом Леви в 1824 году и назван в честь английского коллекционера Якоба Форстера (1739—1806).

## Свойства
Сингония ромбическая (орторомбическая). Сплошные зернистые агрегаты или вкрапленные зёрна. Хорошо образованные кристаллы находятся редко, они имеют короткостолбчатый вид с клиновидным завершением. Твёрдость по шкале Мооса 7. Блеск стеклянный. Спайность несовершенная по {010}, средняя по {100}. Излом раковистый. Цвет белый, зелёный, бледно-жёлтый, серый, бесцветный. Цвет черты белый. Хрупок. Плотность(измеренная) 3,275 г/см3, (с увеличением количества примесного железа физические константы приобретают более высокие значения). Не плавится в пламени свечи и не растворяется в соляной кислоте. Растворяется в серной кислоте с образованием студенистого осадка кремнезёма. Прозрачная разновидность форстерита (так же, как и оливина), носит название хризолита.

## Происхождение
Распространённый породообразующий минерал ультраосновных магматических пород. Реже образуется при контактовом метаморфизме. Встречается также в метаморфизованных доломитах, магнезиальных скарнах, мраморах. Не может существовать совместно с кварцем, поскольку при их совместном нахождении происходит реакция с образованием энстатита:
Mg2SiO4 + SiO2 → 2 MgSiO3
Ассоциирует с авгитом, плагиоклазом, флогопитом, магнетитом, хромитом, антигоритом, доломитом, диопсидом, энстатитом, корундом, шпинелью, амфиболами, кальцитом.

## Местонахождения
Распространение — от Гренландии до Антарктиды. Имеется более 800 мест (по состоянию на 2013 г.), где найден этот минерал. Самые многочисленные находки, а также месторождения: в США, Германии, Китае, Италии, Канаде, России, Франции, Японии, Испании, Норвегии, Чешской республике, Венгрии и других странах. Найден на дне Тихого океана (Hess Deep rift, Восточно-Тихоокеанское поднятие). В космическом пространстве найден на Луне,кометах (81P/Вильда), астероидах ((2867) Штейнс) и метеоритах. Обнаружен в пылевом диске переменной звезды EX Волка.

## Применение
Форстерит служит сырьём для производства огнеупорного кирпича. Драгоценные разновидности (хризолит) используются в ювелирном деле.